# Cenisio
Cenisio is een metrostation in de Italiaanse stad Milaan dat werd geopend op 20 juni 2015 en wordt bediend door lijn 5 van de metro van Milaan.

## Ligging en inrichting
Het station onder de zuidkant van het kruispunt van de Via Cenisio en Via Messina werd gebouwd tussen 2011 en 2015. De toegangen liggen aan de noordkant van het kruispunt op de beide hoeken en in de Via Messina. Tussen de toegangen en de verdeelhal ligt een voetgangerstunnel, gebruikers van de lift op de noordoost hoek van het kruispunt komen direct uit bij de toegangspoortjes in de verdeelhal. Achter de toegangspoortjes liggen een lift en, haaks op de poortjes, (rol)trappen tussen verdeelhal en de perrons. In verband met de inzet van onbemande metrostellen zijn de perrons voorzien van perrondeuren.